# 科塔 (哥倫比亞)

科塔（西班牙語：Cota）是哥倫比亞的城鎮，位於該國中部，由昆迪納馬卡省負責管轄，距離首府波哥大26公里，始建於1604年，面積106平方公里，海拔高度2,241米，2005年人口19,664。

## 外部連結
- （西班牙文） Government of Cundinamarca: Cota （页面存档备份，存于）
- （西班牙文） Cota official website

4°49′N 74°06′W / 4.817°N 74.100°W